# 坂本聖二
坂本 聖二（さかもと せいじ、1946年 - ）は、日本のスカッシュ選手。日本におけるスカッシュ選手の第一人者で、国内大会9年無敗（149連勝）の記録を持つ。「スカッシュの神様」と称される。

## 来歴
横浜市磯子区出身。横浜緑ヶ丘高校時代にバドミントンを始める。中央大学進学後はバドミントン日本代表に選出される。大学卒業後、自動車のセールスマンとして働きながら、バドミントン選手として国体に出場、準優勝を果たす。23歳の頃、膝の怪我によるリハビリ中にスカッシュと出会う。それ以降は、スカッシュへ転向する。全盛期は、世界トップ5～10位レベルだったという。
プレイヤーとして、全日本スカッシュ選手権大会9連覇（1972～1980年）、国内大会9間無敗の149連勝の記録を樹立する。また、日本スカッシュ協会常任理事やナショナルチームの監督を歴任し、ランキングシステムや大会規約の制定といったスカッシュ競技の発展にも貢献した。坂本の活躍は、山際淳司『スローカーブを、もう一球』（角川文庫、1981年）に取り上げられている。
2025年1月、戸塚区区民栄誉特別賞を受賞。